# Алексеј Корњејев
Алексеј Александрович Корњејев (рус. Алексей Александрович Корнеев; Москва, 6. фебруар 1939 — Москва, 14. децембар 2004) био је руски и совјетски фудбалер. 

## Биографија
Рођен је 6. фебруара 1939. године у Москви. Поникао је у млађим категоријама московског Спартака. Дебитовао је 1957. године за први тим Спартака у којем је провео једанаест сезона, играјући на 177 првенствених утакмица. За то време је освојио једном првенство СССР-а и два национална купа.
Професионалну играчку каријеру завршио је у клубу Шињик из Јарославља, за који је играо у другој лиги од 1968. до 1969. године.
За репрезентацију Совјетског Савеза је дебитовао 1964. године.
Био је члан државног тима на Европском првенству 1964. у Шпанији, где је освојио сребро. Био је учесник Светског првенства 1966. у Енглеској. Наступио је на 6 утакмица за национални тим. Такође, 1964. године одиграо је 3 утакмице за олимпијски тим СССР-а.
Тренерску каријеру започео је недуго по завршетку играчке каријере, 1970. године. Био је на челу стручног штаба клуба Искра (Москва). Касније, од 1990. до 1992, био је спортски директор клуба Асмарал (Москва).
Преминуо је 14. децембра 2004. у 66. години у Москви.

## Успеси

### Клуб
- Првенство Совјетског Савеза: 1962.
- Куп Совјетског Савеза: 1963, 1965..

### Репрезентација
СССР
- Европско првенство друго место: Шпанија 1964.